# 西浦裕二
西浦 裕二（にしうら ゆうじ、1953年 - ）は、日本の経営コンサルタント・実業家。ブーズ・アレン・ハミルトン社長、ローランド・ベルガーCEO、アリックスパートナーズ副会長、アクサ生命保険会長、アクサ損害保険会長、三井住友トラストクラブ会長、LIXILグループ指名委員会委員長等を歴任している。

## 人物・経歴
岐阜県出身。1975年一橋大学社会学部を卒業し、住友信託銀行株式会社に入行。
1986年株式会社ボストン・コンサルティング・グループプロジェクトマネージャー、1989年シティバンクヴァイスプレジデント、1993年ブーズ・アレン・アンド・ハミルトン株式会社（現プライスウォーターハウスクーパース・ストラテジー株式会社）取締役副社長兼パートナー。2000年ブーズ・アレン・アンド・ハミルトン株式会社代表取締役社長兼パートナー。同僚の遠藤功とともにローランド・ベルガー日本法人の本格的な立ち上げに参画し、足立光らを伴って移籍。2002年株式会社ローランド・ベルガー・アンド・パートナー・ジャパン代表取締役CEO兼マネージングパートナー。ビジネス・ブレークスルー大学経営学研究科教授。
2006年からアリックスパートナーズアジア･エルエルシー日本代表兼マネージングディレクターを務め、2007年にはライブドアホールディングスの事業再生にあたった。2011年アリックスパートナーズ・エルエルピー（米国本社）副会長兼マネージングディレクター。
2012年アクサジャパンホールディング株式会社取締役兼アクサ生命保険株式会社取締役会長、2013年アクサ損害保険株式会社取締役会長、2014年株式会社スクウェア・エニックス・ホールディングス取締役、2015年三井住友信託銀行株式会社顧問、三井住友トラストクラブ株式会社代表取締役会長。2019年株式会社LIXILグループ取締役兼指名委員会委員長兼報酬委員会委員。

## 著書
- 『金融マーケティング―自由競争時代の戦略イノベーション (Best solution) 』東洋経済新報社 （1998年9月）
- 『経営の構想力 構想力はどのように磨くか』 東洋経済新報社 （2004年2月）
- 『これ以上やさしく書けない金融のはなし (PHPビジネス選書)』PHP研究所 （2006年3月）
- 『BBT ビジネス・セレクト1 「ザ・ネクスト ビジネスリーダー」』（山田英夫共著）ゴマブックス （2006年10月）
- 『企業再生プロフェッショナル』（編著）日本経済新聞出版社 （2009年12月）